# Мостів
Мостів, або Мостув (пол. Mostów) — село в Польщі, у гміні Гушлів Лосицького повіту Мазовецького воєводства. Населення — 185 осіб (2011).

## Історія
1748 року вперше згадується греко-католицька церква в селі.
За даними етнографічної експедиції 1869—1870 років під керівництвом Павла Чубинського, у селі проживали лише греко-католики, які розмовляли українською мовою. 1872 року місцева греко-католицька парафія налічувала 255 вірян.
У 1975—1998 роках село належало до Білопідляського воєводства.

## Населення
Демографічна структура станом на 31 березня 2011 року:
|          | Загалом | Допрацездатний вік | Працездатний вік | Постпрацездатний вік |
| -------- | ------- | ------------------ | ---------------- | -------------------- |
| Чоловіки | 88      | 15                 | 61               | 12                   |
| Жінки    | 97      | 20                 | 48               | 29                   |
| Разом    | 185     | 35                 | 109              | 41                   |